# Borsonia silicea
Borsonia silicea é uma espécie de gastrópode do gênero Borsonia, pertencente a família Borsoniidae.